# Annie Lazor
Anne Denise „Annie“ Lazor (* 17. August 1994 in Detroit, Michigan) ist eine Schwimmerin aus den Vereinigten Staaten. Sie gewann bei Olympischen Spielen eine Bronzemedaille. Bei Weltmeisterschaften auf der 25-Meter-Bahn erhielt sie bis August 2023 je eine Gold- und Silbermedaille. Hinzu kamen drei Goldmedaillen und eine Bronzemedaille bei Panamerikanischen Spielen.

## Sportliche Karriere
Lazor belegte bei den US-Trials 2012 den 37. Platz über 200 Meter Brust. Ihre ersten großen internationalen Meisterschaften waren die Panamerikanischen Spiele 2015 in Toronto. Über 200 Meter Brust gewann sie die Bronzemedaille hinter den beiden Kanadierinnen Kierra Smith und Martha McCabe. Über 100 Meter Brust siegte Lazors Landsfrau Katie Meili, Lazor selbst wurde Fünfte. Bei den Olympic Trials 2016 belegte Lazor den 12. Platz über 200 Meter Brust.
Bei den Kurzbahnweltmeisterschaften 2018 in Hangzhou gewann Lazor den Titel über 200 Meter Brust vor ihrer Landsfrau Bethany Galat. Im Jahr darauf bei den Panamerikanischen Spielen 2019 in Lima gewann Lazor sowohl den Titel über 100 Meter Brust wie auch über 200 Meter Brust. Die 4-mal-100-Meter-Lagenstaffel mit Phoebe Bacon, Annie Lazor, Kendyl Stewart und Margo Geer siegte mit über vier Sekunden Vorsprung vor den Kanadierinnen.
2021 bei den US-Trials für die Olympischen Spiele in Tokio siegte Lazor über 200 Meter Brust, über 100 Meter Brust wurde sie Dritte hinter Lilly King und Lydia Jacoby. In Tokio war Lazor über 200 Meter Brust Fünftschnellste der Vorläufe und Drittschnellste im Halbfinale. Im Endlauf siegte Tatjana Schoenmaker aus Südafrika mit fast einer Sekunde Vorsprung vor Lilly King. 0,92 Sekunden hinter King schlug Lazor als Dritte an und hatte dabei 0,04 Sekunden Vorsprung vor der Russin Jewgenija Tschikunowa.
2022 bei den Weltmeisterschaften in Budapest schied Lazor über 50 Meter Brust und über 100 Meter Brust jeweils im Halbfinale aus. Bei den Kurzbahnweltmeisterschaften 2022 in Melbourne schwammen Alexandra Walsh, Annie Lazor, Erika Brown und Natalie Hinds die siebtschnellste Zeit im Vorlauf der 4-mal-50-Meter-Lagenstaffeln. Im Finale waren Claire Curzan, Lilly King, Torri Huske und Kate Douglass über vier Sekunden schneller als die Vorlaufstaffel und schlugen 0,06 Sekunden nach den Australierinnen  und 0,02 Sekunden vor den Schwedinnen an. Alle acht beteiligten Schwimmerinnen aus den Vereinigten Staaten erhielten eine Silbermedaille. Bei den Qualifikationswettkämpfen 2023 verpasste Lazor als Dritte über 200 Meter Brust nur knapp die Teilnahme an den Weltmeisterschaften in Fukuoka.
Annie Lazor graduierte 2016 an der Auburn University. 2021 schwamm sie für die Mission Viejo Nadadores.